# Saropathes margaritae
Saropathes margaritae är en korallart som beskrevs av Molodtsova 2005. Saropathes margaritae ingår i släktet Saropathes och familjen Schizopathidae. Inga underarter finns listade i Catalogue of Life.